# Natalia Poklonskaya
Natalia Vladimirovna Poklonskaya (em russo:  Ната́лья Влади́мировна Покло́нская; nascida em 18 de março de 1980, em Mikhailovka, Óblast de Lugansk, RSS de Ucrânia, União Soviética) é uma advogada russa nascida na Ucrânia. Ela atua como conselheira do Procurador-Geral da Rússia desde 14 de junho de 2022.
Poklonskaya foi promotora ucraniana de 2002 a fevereiro de 2014, trabalhando em vários gabinetes de promotores ou como promotora assistente. Durante a anexação da Crimeia pela Federação Russa, ela renunciou ao serviço ucraniano e foi nomeada Procuradora Geral da Crimeia em 11 de março de 2014; uma conferência de imprensa dada por Poklonskaya naquele dia fez com que ela se tornasse um fenômeno na Internet. Após a anexação, a nomeação de Poklonskaya foi confirmada pelas autoridades russas em 25 de março, mais ou menos na mesma época em que as autoridades da Ucrânia a declararam uma criminosa procurada.
Poklonskaya renunciou ao cargo de procuradora-geral em 2016 após sua eleição como deputada da Duma Federal da Rússia, onde atuou como vice-presidente do Comitê de Relações Exteriores da Duma Estatal. Ela não se candidatou à reeleição em 2021 sendo nomeada embaixadora da Rússia em Cabo Verde no mesmo ano. De fevereiro a junho de 2022, Poklonskaya atuou como vice-chefe da Rossotrudnichestvo (Agência Federal para Assuntos da Comunidade de Estados Independentes, Compatriotas Vivendo no Exterior e Cooperação Humanitária Internacional).

## Início da vida e educação
Poklonskaya nasceu em 18 de março de 1980 no vilarejo de Mikhailovka, no Oblast de Voroshilovogrado (atual Lugansk) da então República Socialista Soviética da Ucrânia; mais tarde, em 1990, sua família se mudou para Yevpatoria, na Crimeia. Seus pais são aposentados e vivem na Crimeia, e seus dois avós morreram durante a Segunda Guerra Mundial, sendo que apenas sua avó sobreviveu à ocupação alemã.
Ela se formou na Universidade de Assuntos Internos de Yevpatoria em 2002.

## Carreira
Após sua graduação, Poklonskaya trabalhou no Ministério Público ucraniano, inicialmente como promotora assistente do promotor interino da República da Crimeia. Ela foi procuradora assistente do distrito de Krasnogvardeisky, na Crimeia, de 2002 a 2006, e procuradora assistente de Yevpatoria de 2006 a 2010. Entre 2010 e 2011, foi vice-chefe de uma unidade de aplicação da lei de vigilância do Ministério Público da Crimeia, responsável por lidar com o crime organizado.
Em 2011, em Simferopol, ela atuou como promotora estadual no julgamento de alto nível de Ruvim Aronov, ex-deputado do Conselho Supremo da Crimeia e ex-gerente do clube de futebol Saki. Aronov foi processado por seu papel de liderança na gangue Bashmaki, um grupo do crime organizado que surgiu na Crimeia, Zaporíjia, Carcóvia e Kiev após a dissolução da URSS em 1991. A gangue era “conhecida por sua crueldade” e estava envolvida em extorsão, roubos, oito sequestros e 50 assassinatos. Em dezembro do mesmo ano, Poklonskaya foi supostamente agredida na escada de sua casa em Ialta. Como resultado, ela sofreu paralisia facial parcial. Acreditava-se que o suposto ataque havia sido uma vingança da gangue Bashmaki.

Como promotora estadual no caso da gangue Bashmaki, ela foi envenenada durante uma viagem de negócios a Odessa. Poklonskaya descreveu a situação da seguinte forma:
“Bebi uma garrafa de água comum no hotel quando estava em uma viagem de negócios em Odessa. Havia uma substância desconhecida na água. No hotel, havia água na mesa de cabeceira, como de costume. Aconteceu à noite: náusea, distúrbios intestinais e estomacais. Uma dor de cabeça intensa, minha cabeça estava rachando a tal ponto que eu queria morrer.”
Posteriormente, a substância não identificada foi removida do corpo; após o envenenamento, Poklonskaya apresentou um relatório, dizendo ao gerente que ela não poderia mais trabalhar nesse caso.
No mesmo ano, ela foi nomeada promotora ambiental interdistrital de Simferopol. Em seguida, foi transferida para o Gabinete do Procurador-Geral da Ucrânia em Kiev, onde atuou como promotora sênior.
De outubro a dezembro de 2012, Poklonskaya trabalhou como chefe da promotoria com os procedimentos do Tribunal de Apelação da Crimeia. Posteriormente, de dezembro de 2012 a março de 2014, ela foi advogada sênior da 2ª divisão da Direção Geral de Assuntos Internos, envolvida na investigação pré-julgamento e na supervisão da gestão do Ministério Público com supervisão da aplicação da lei em processos criminais.
Em 25 de fevereiro de 2014, Poklonskaya entregou sua demissão, mas, em vez disso, recebeu férias e partiu de Kiev para a Crimeia, onde seus pais moravam.

## Procuradora da Crimeia

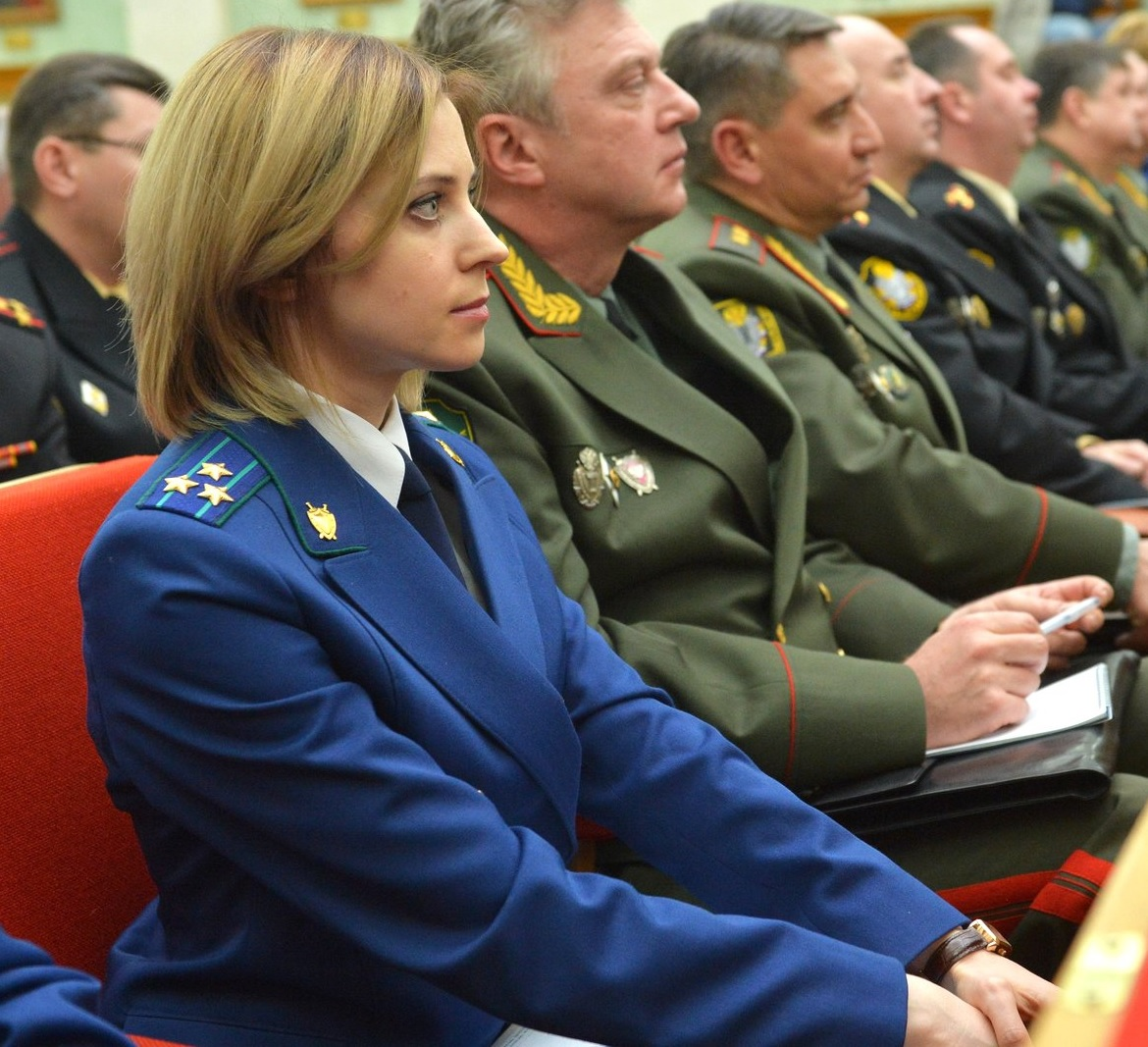
Poklonskaya em uniforme como procuradora-geral, março de 2015.

Em 11 de março de 2014, no contexto da ocupação russa da Crimeia, Poklonskaya foi nomeada Procuradora da República Autônoma da Crimeia. Poklonskaya foi nomeada para o cargo por Sergei Aksyonov, depois de o cargo ter sido alegadamente rejeitado por quatro outras pessoas, incluindo o antigo Vice-Procurador da Crimeia, Vyacheslav Pavlov. Uma conferência de imprensa dada por Poklonskaya nesse dia fez com que ela se tornasse um fenômeno na Internet. A nomeação de Poklonskaya foi confirmada pelas autoridades russas em 25 de março, mais ou menos na mesma altura em que as autoridades judiciais ucranianas a declararam procurada pelo suposto envolvimento em conspiração para derrubar a ordem constitucional ou tomar o poder do Estado. 
Imediatamente após a sua nomeação como Procuradora, esteve envolvida numa investigação sobre os ataques violentos perpetrados contra membros da Berkut da Crimeia. Em 19 de março de 2014, Poklonskaya confirmou que estavam em curso investigações sobre um tiroteio em Simferopol que matou duas pessoas, negando simultaneamente informações de que o atirador tinha sido detido. Ela comparou o tiroteio com os “ataques de atiradores furtivos na Praça da Independência em Kiev”, de 18 a 21 de fevereiro, e declarou acreditar que o tiroteio tinha por objetivo “provocar violência entre as forças militares” da Ucrânia e da Crimeia.
A Crimeia, que passou a ser controlada pela Rússia e se tornou um território federal da Rússia (desde então, a Crimeia é objeto de disputas entre a Rússia e a Ucrânia), viu ser criado o seu novo Ministério Público, agora subordinado ao Procurador-Geral da Rússia, Yury Chaika. Em 25 de março, Chaika nomeou Poklonskaya como procuradora interina da República da Crimeia para este novo cargo. Em 27 de março, o Procurador-Geral russo Yury Chaika concedeu a Poklonskaya o posto de Conselheiro Superior de Justiça. Em 4 de abril, Poklonskaya autorizou o FSB russo a iniciar uma operação para prender Yevgeniy Pomelov, procurador-adjunto de Yalta, no âmbito de um processo de suborno mais vasto.
Em 11 de abril, o Procurador-Geral da Rússia entregou pessoalmente a Poklonskaya os seus documentos oficiais como oficial de justiça russa. Em 2 de maio, o Presidente russo Vladimir Putin nomeou Poklonskaya Procuradora-Geral da Crimeia. Em 4 de maio, Poklonskaya acusou o órgão auto-governamental dos tártaros da Crimeia (o Mejlis) de atividade extremista, avisando que o Mejlis poderia ser dissolvido e ilegalizado em toda a Rússia.
Em junho, Poklonskaya foi nomeada juíza para “garantir a imparcialidade na seleção dos vencedores” do concurso de canto Five Stars da Rússia, que iria escolher o candidato russo ao Festival Intervisão da Canção. Em setembro, Poklonskaya declarou que aqueles que não reconhecessem a anexação da Crimeia pela Rússia, bem como os que incitassem a conflitos étnicos, seriam deportados. Também em novembro de 2014, Poklonskaya foi classificada como a décima sexta entre os cem políticos mais promissores da Rússia pelo Instituto de Estudos Sócio-Econômicos e Políticos.
Em março de 2015, Poklonskaya foi nomeada diretora da Sociedade de Amizade Nipo-Russa. Em maio de 2015, Poklonskaya acusou o ativista local Alexander Kostenko de ter feito gestos nazis durante os protestos do Euromaidan e que estavam julgando “não apenas [Kostenko], mas a própria ideia do fascismo e do nazismo, que estão tentando se manifestar novamente”. Mais tarde, Kostenko seria condenado a quatro anos em uma colônia penal. Em 11 de junho de 2015, Putin concedeu a Poklonskaya o posto de Conselheira de Estado da Justiça de 3ª classe, que corresponde ao posto militar de Major-General.
Poklonskaya demitiu-se do cargo de Procuradora-Geral em 27 de setembro de 2016 devido à sua eleição como deputada na Duma durante as eleições legislativas de 2016. Antes da sua demissão, era a general mais jovem da Rússia, com 36 anos.

## Carreira política

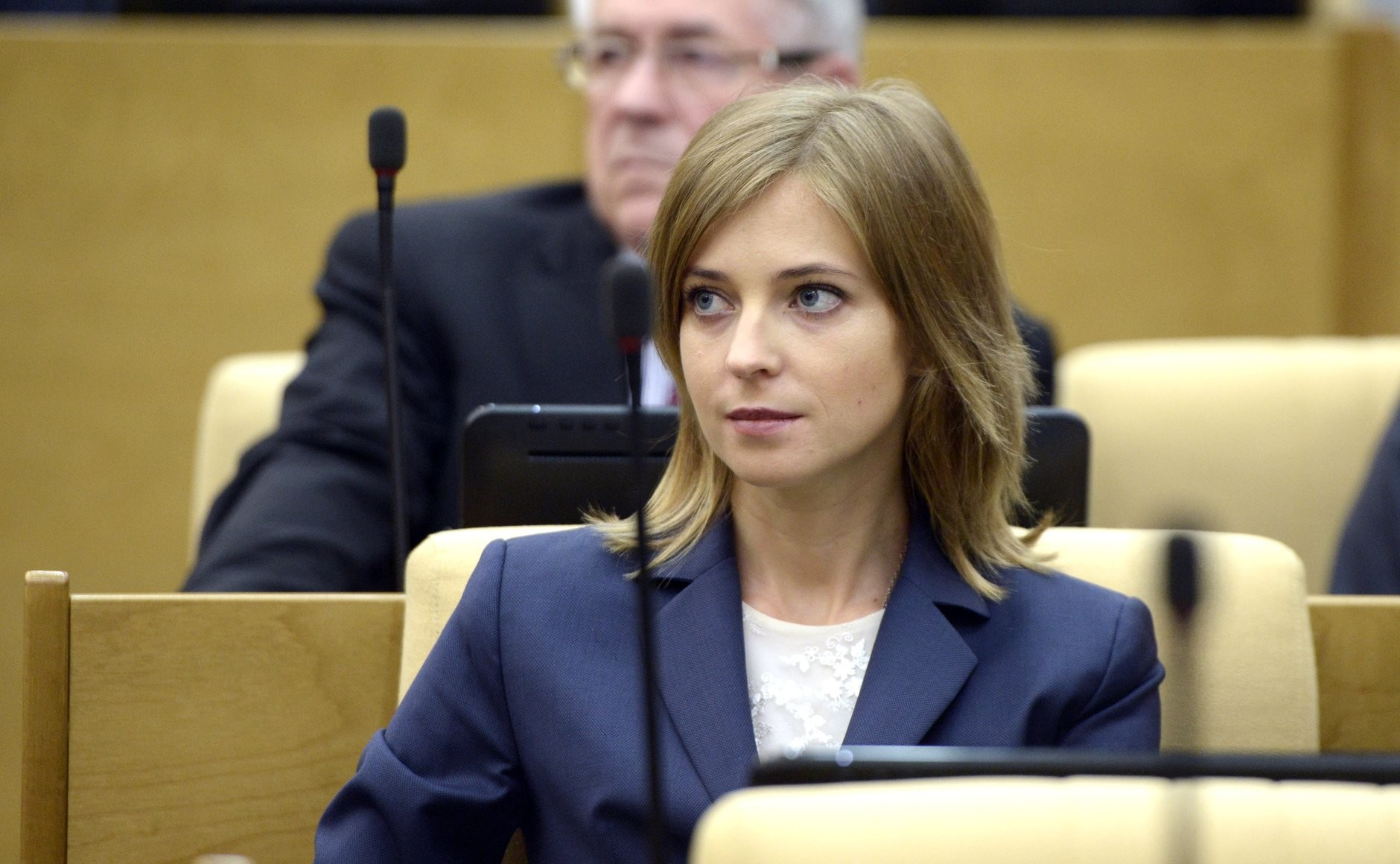
Poklonskaya na abertura da Duma, em outubro de 2016.

Em 2015, Poklonskaya anunciou que se candidataria a deputada na Duma pelo partido Rússia Unida. Poklonskaya foi eleita durante as eleições legislativas de 2016. Em toda a Rússia, foi por vezes considerada uma potencial candidata nas primeiras fases das eleições presidenciais de 2018.
No cargo, Poklonskaya tornou-se notável pela sua defesa do czar Nicolau II do início do século XX. Considerado um santo pela Igreja Ortodoxa Russa, Nicolau II foi acusado no filme Matilda de ter um caso com Mathilde Kschessinska. Poklonskaya defendeu o czar e apelou aos procuradores locais para que determinassem se o filme era religiosamente insensível, o que causou um protesto público entre políticos e figuras culturais.
m 2018, Poklonskaya foi a única deputada do partido Rússia Unida a votar contra um projeto de lei do governo para aumentar a idade de aposentadoria; suas emendas foram rejeitadas durante a votação na câmara. Ela apresentou uma série de projetos de lei para combater a corrupção e os conflitos de interesse entre os deputados da Duma. Poklonskaya não se candidatou à reeleição durante as eleições legislativas de 2021.

### Carreira diplomática

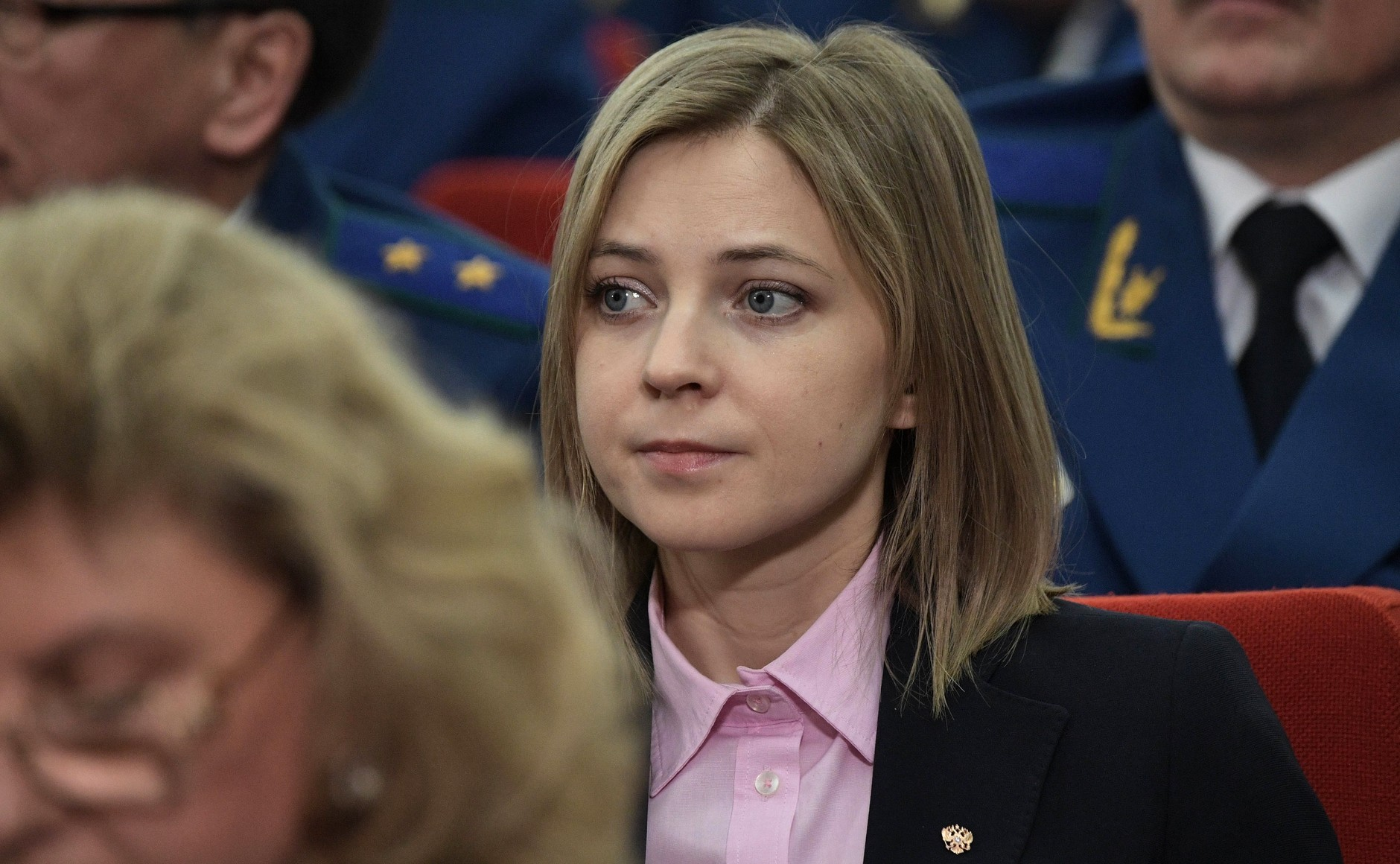
Poklonskaya em 2018.

Em 13 de outubro de 2021, Poklonskaya foi nomeada embaixadora da Federação Russa na República de Cabo Verde. No entanto, não podia assumir esse cargo e, em vez disso, foi nomeada, em 2 de fevereiro de 2022, subchefe da Agência Federal para os Assuntos da Comunidade de Estados Independentes, dos Compatriotas que Vivem no Estrangeiro e da Cooperação Humanitária Internacional (popularmente conhecida como Rossotrudnichestvo), após ter concluído um mestrado em relações internacionais.
Depois de ter feito uma série de comentários contra a guerra durante a invasão russa da Ucrânia, Poklonskaya foi demitida do cargo de vice-chefe do Rossotrudnichestvo. No seu canal do Telegram, Poklonskaya anunciou que iria “mudar de emprego” e agradeceu a Putin o seu “apoio e confiança”. No dia seguinte, assumiu o seu novo cargo de conselheira do Procurador-Geral da Rússia. Depois de ter sido nomeada conselheira do Procurador-Geral da Federação da Rússia no verão de 2022, Poklonskaya deixou completamente de fazer publicações nas redes sociais - até outubro de 2023. O motivo para quebrar o silêncio foi uma tentativa dos golpistas de enganar uma cidadã americana, que foi informada de que a ex-deputada havia sido extraditada para a Ucrânia e que lhe foi pedido um resgate de 100 mil dólares. Ela relatou essa história em seu canal do Telegram.

## Vida pessoal

### Internet
Depois de um vídeo de Poklonskaya numa conferência de imprensa, em 11 de março de 2014, ter sido carregado no YouTube, tornou-se viral entre os internautas japoneses e chineses, tendo-se tornado também o centro das atenções de comunidades da Internet como o Reddit, o 4chan e o VKontakte, o que foi noticiado por agências noticiosas internacionais. No espaço de um mês, a conferência de imprensa foi vista mais de 1,7 milhões de vezes. Muitas imagens moe de estilo anime criadas por fãs e colocadas na Internet também atraíram a atenção dos media internacionais.
Em 2014, Poklonskaya estava entre as celebridades mais procuradas na Internet, tanto na Rússia como na Ucrânia. Segundo o Google, foi a 7.ª pessoa mais procurada do ano na Rússia e a 8.ª na Ucrânia e, segundo o motor de busca russo Yandex, a 2.ª mulher mais procurada na Ucrânia e a 4.ª na Rússia. Foi descrita como um símbolo sexual pelo New York Observer e pelo Die Welt. Em março de 2016, Poklonskaya disse ao sítio Web Novorossia Today que vê a sua beleza como um trunfo: “A minha aparência nunca foi um obstáculo - espero que engane os meus inimigos”.

### Família
Devido à cobertura midiática internacional que recebeu em 2014, Poklonskaya tem sido intencionalmente reticente em relação à sua vida pessoal. Embora os meios de comunicação social russos a tenham dado como casada, quando Poklonskaya não revelou o nome do marido nas suas declarações financeiras, foi forçada a admitir que tinha rompido com o noivo e que só tinha declarado que era casada para evitar a atenção indesejada dos fãs masculinos que poderiam querer sair com ela. Poklonskaya tem uma filha chamada Anastasiya (nascida em 2005). Em junho de 2017, Poklonskaya disse numa entrevista que não era casada, embora tenha dito que anteriormente “tinha um relacionamento com um homem com quem pretendíamos formalizá-lo”, mas “aconteceu que terminamos”.
Em 13 de agosto de 2018, vários meios de comunicação informaram que Poklonskaya se casou com Ivan Nikolaevich Soloviev, de 47 anos, um veterano de várias agências de aplicação da lei, advogado de honra da Rússia e chefe do escritório do Comissário para os Direitos Humanos na Rússia. O casamento foi realizado na Crimeia. Um ano depois, em setembro de 2019, Soloviev revelou que ele e Poklonskaya haviam se separado. Em maio de 2020, em uma entrevista com o jornalista Dmitry Gordon, ela negou os rumores de que seu primeiro marido era o vice-prefeito de Mariupol, Vladimir Klimenko.

### Visões políticas

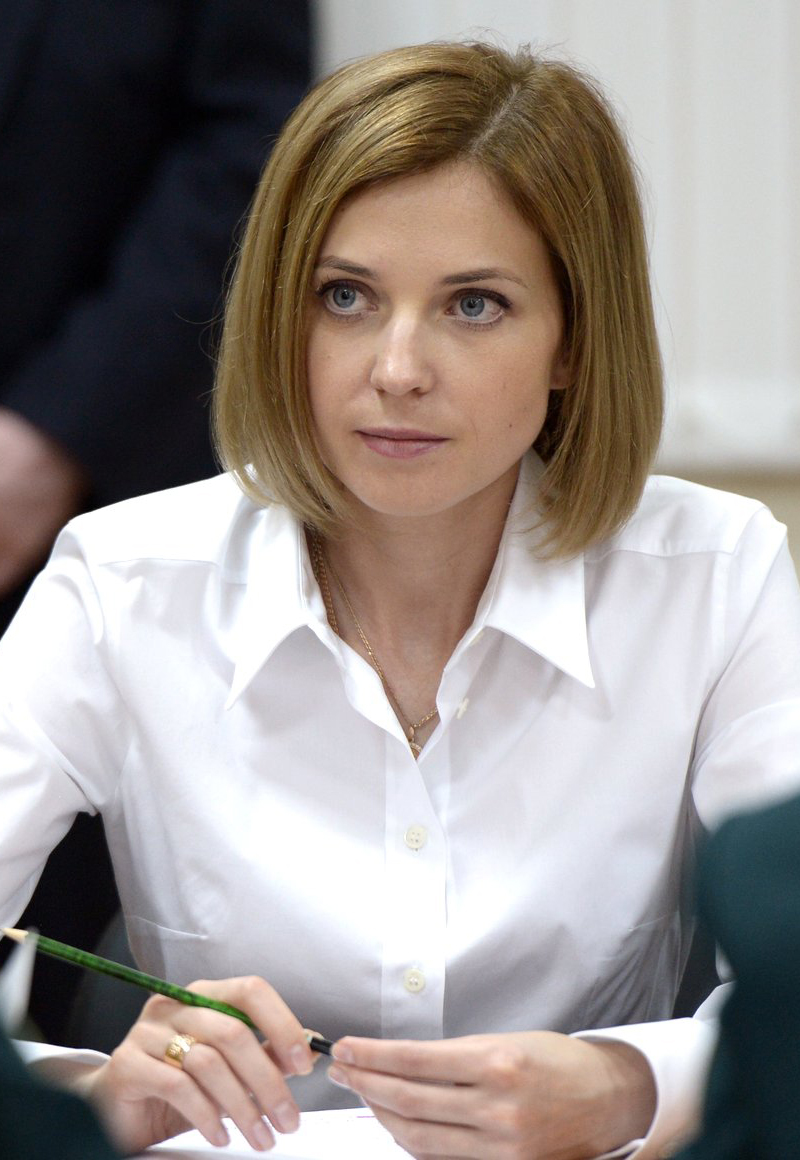
Poklonskaya em 2015.

Poklonskaya disse que desde março de 2014 ela não é cidadã da Ucrânia. Em abril de 2022, ela se referiu à Rússia e à Ucrânia como seus “dois países nativos”. Também em abril de 2022, ela disse que a sociedade ucraniana “mudou” nos oito anos desde o início da guerra em Donbas com separatistas pró-russos e que “a Ucrânia não é a Rússia”.
Durante a eleição presidencial ucraniana de 2019, Poklonskaya expressou admiração pelo candidato vencedor Volodymyr Zelenskyy, chamando-o de “um ator e político maravilhoso” e dizendo que considera Zelenskyy “uma pessoa talentosa” e “estaria pronta para votar nele”.
Em março de 2024, após o ataque terrrorista ao Crocus City Hall, Poklonskaya defendeu o retorno da pena de morte.

### Religião

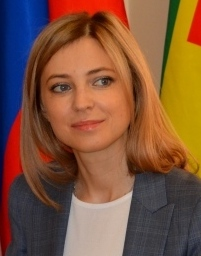
Poklonskaya em 2018.

Poklonskaya é altamente religiosa e membro da Igreja Ortodoxa Oriental. Em março de 2017, ela alegou que um busto de bronze do czar Nicolau II em Simferopol estava vazando mirra perfumada. A Igreja Ortodoxa Russa declarou que não detectou vestígios no busto de bronze, mas instruiu o padre da igreja a continuar observando; no passado, alguns fiéis católicos romanos alegaram que estátuas da Virgem Maria estavam chorando. A declaração de Poklonskaya foi ridicularizada por alguns internautas russos.
Em fevereiro de 2017, Poklonskaya liderou uma campanha para bloquear o lançamento do filme Matilda por seu retrato supostamente blasfemo do caso entre o czar Nicolau II (que foi canonizado pela Igreja Ortodoxa Russa) e a bailarina Matilda Kshesinskaya. Em abril, Poklonskaya publicou um relatório de 39 páginas tentando denunciar o filme e alegando, entre outras afirmações, que o caso historicamente comprovado e bem documentado não poderia ter acontecido, pois Kshesinskaya era, na opinião dos autores do relatório, “feia demais para ter atraído a atenção do czar”. Poklonskaya foi acusada de ser a líder de um “Talibã ortodoxo” não oficial pela Deutsche Welle. Poklonskaya argumentou que a abdicação de Nicolau II em 1917 foi legalmente nula e sem efeito.

### Outros detalhes
De acordo com a declaração publicada no site do Ministério Público da República da Crimeia, Poklonskaya tem um apartamento de 116,6 m2 em uso, e sua renda em 2014 foi de 1,926 milhão de rublos. De acordo com a declaração publicada pela Comissão Eleitoral Central em 2016, a renda de Poklonskaya em 2015 foi de 2,3 milhões de rublos. De 1º de janeiro a 31 de dezembro de 2016, a renda de Poklonskaya, de acordo com a declaração publicada no site da Duma Federal da Federação Russa, foi de 2,6 milhões de rublos; em 2017, a renda aumentou visivelmente e chegou a mais de 4,5 milhões de rublos; em 2018, a renda foi de 4.736.578,30 rublos. Ela também possui um terreno para construção de moradia individual de 1014 +/-11 m².

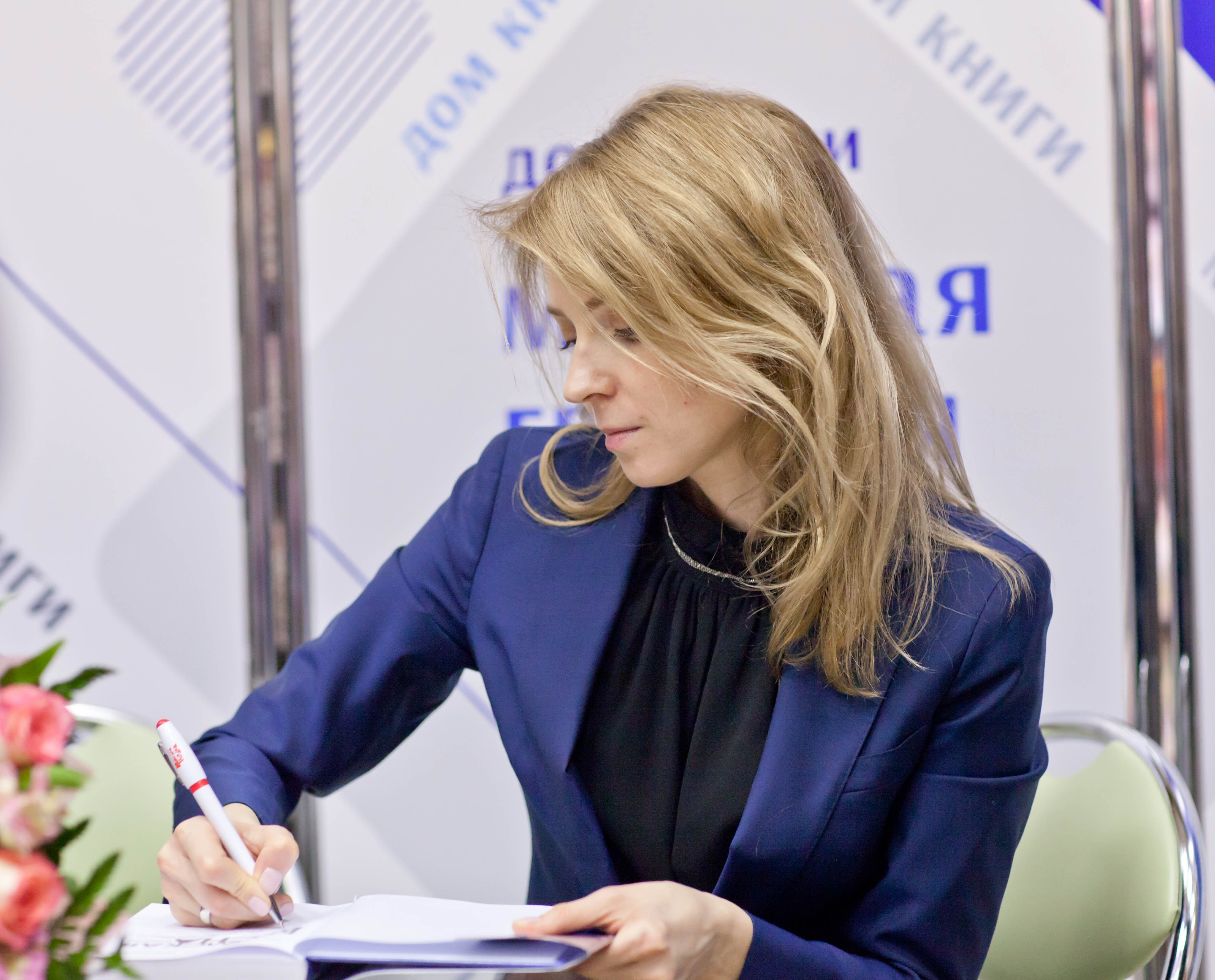
Poklonskaya em um evento para autógrafos de livros em março de 2019.

Em 8 de fevereiro de 2018, a editora Book World publicou o livro de Poklonskaya Devoção à fé e à pátria, dedicado aos eventos de 2013-2014: “Meus discursos públicos durante a Primavera da Crimeia, a vida e as realizações da equipe da promotoria da República da Crimeia são o primeiro processo criminal contra um ativista do Euromaidan em Kiev, que causou danos corporais a funcionários da unidade de forças especiais Berkut, as razões e os fundamentos para a decisão de reconhecer as atividades do Mejlis do povo tártaro da Crimeia como extremistas e outras decisões tomadas no cargo de promotor da república”. A segunda parte do livro é dedicada a “atividades para proteger a realidade histórica e os direitos humanos nas atividades de representantes culturais”. A publicação é fornecida com fotografias do arquivo pessoal de Poklonskaya, tiradas em Kiev e em outros lugares.
Em fevereiro de 2019, Poklonskaya publicou o livro autobiográfico Crimean Spring: Antes e Depois na editora Prospekt. Uma história em primeira mão, onde ela contou sobre um grande período da vida e os eventos de março de 2014: “O texto em si é uma história sobre minha infância e juventude, desenvolvimento profissional, serviço no Ministério Público da Ucrânia, Kiev Maidan, mudança para a Crimeia, referendo nacional, criação e formação do Ministério Público da República da Crimeia, a campanha eleitoral para as eleições para a Duma, o trabalho e a liquidação da comissão anticorrupção, o processo criminal na Ucrânia. O livro é preparado em um formato único - com ilustrações em estilo anime, com epígrafes e fotografias exclusivas do arquivo pessoal”.
Poklonskaya também toca piano. Em sua visita à residência de verão do czar Nicolau II, ela tocou (entre outras peças) Masquerade, uma valsa do compositor armênio soviético Aram Khachaturian.

## Críticas à invasão russa na Ucrânia

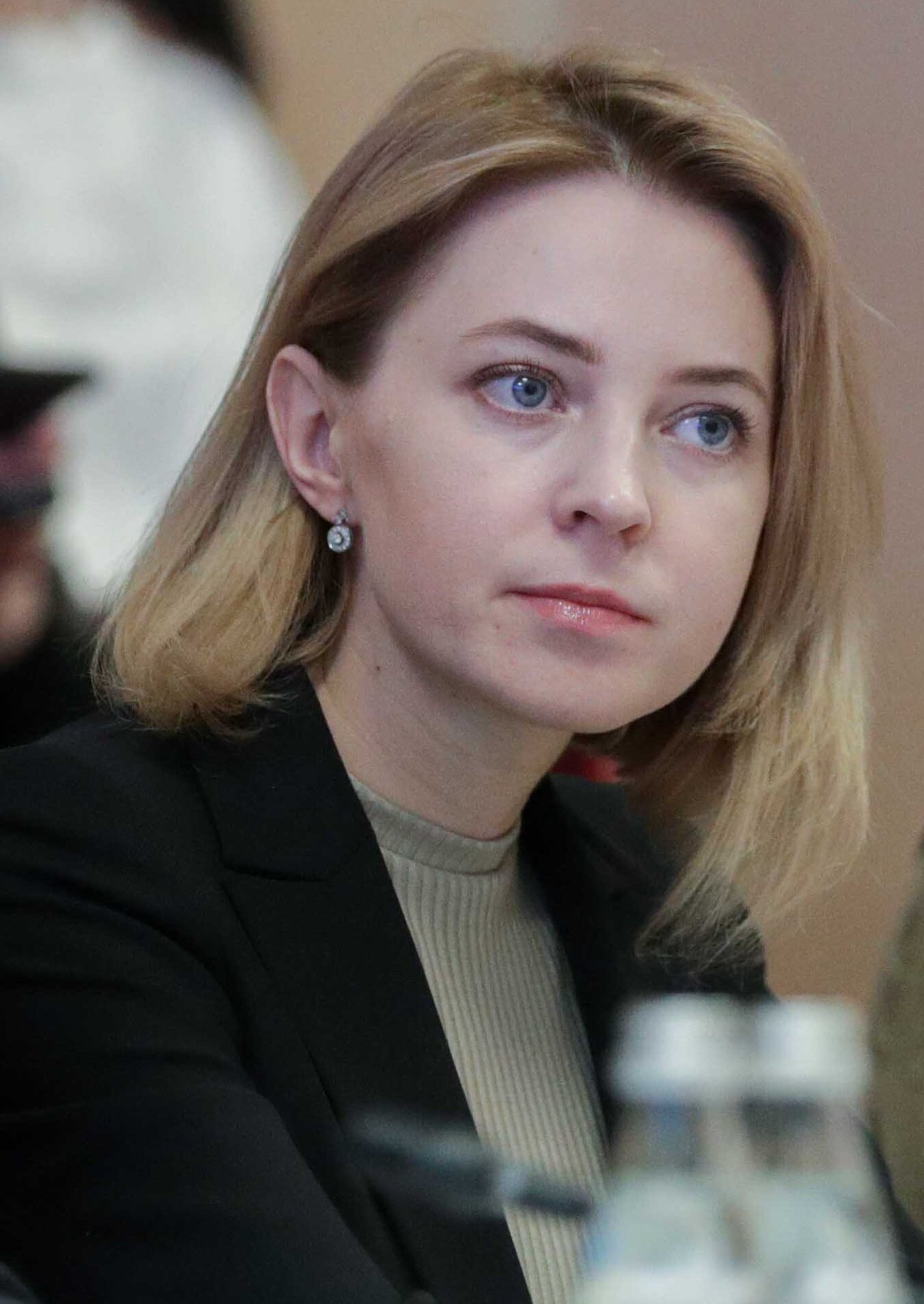
Poklonskaya em 2020.

Em abril de 2022, o Moscow Times informou que Poklonskaya havia classificado a invasão russa da Ucrânia como uma “catástrofe”. Em um discurso em vídeo para um fórum internacional, ela disse: “As pessoas estão morrendo, casas e cidades inteiras são destruídas, deixando milhões de refugiados. Corpos e almas estão sendo mutilados. Meu coração está transbordando de dor. Meus dois países de origem estão se matando, não era isso que eu queria na época e não é isso que quero agora.”
Também em abril de 2022, ela disse a um blogueiro popular do YouTube que a sociedade ucraniana “mudou” nos oito anos desde o início da guerra em Donbas com separatistas pró-Rússia e que os ucranianos “não cumprimentariam a Rússia com flores”.
No final daquele mês, Poklonskaya também criticou o símbolo militar Z usado pela força de invasão russa. Depois de fazer isso, ela recebeu uma resposta imediata do chefe da Rossotrudnichestvo, Yevgeny Primakov, que afirmou que as letras Z e V são “símbolos da própria libertação da Ucrânia do mal óbvio de terroristas e bandidos”.

## Processos criminais e sanções
Após sua nomeação como Procuradora-Geral da Crimeia em 11 de março de 2014, Poklonskaya foi listada como criminosa procurada no site do Ministério de Assuntos Internos da Ucrânia, devido ao suposto envolvimento em conspiração para derrubar a ordem constitucional ou tomar o poder do Estado. As críticas anteriores de Poklonskaya aos protestos da oposição na Ucrânia e ao “golpe anticonstitucional” levaram o governo ucraniano a abrir um processo criminal contra ela e a destituí-la do cargo de conselheira de justiça do serviço público.
Poklonskaya foi sancionada pelo Reino Unido em 5 de maio de 2014 em relação à “implementação ativa” da anexação da Crimeia pela Rússia. Em maio, a União Europeia incluiu Poklonskaya em sua lista de sanções. Isso a impediu de entrar em países da UE e todos os seus bens, caso existissem, deveriam ser congelados. A Austrália também acabou sancionando Poklonskaya em 2 de setembro. Em 19 de dezembro os Estados Unidos introduziram suas sanções individuais contra vários separatistas ucranianos e russos, dos quais Poklonskaya era a única mulher.

## Honrarias
- Ordem de Santa Anastácia (20 de julho de 2014)
- Ordem da Fidelidade (13 de março de 2015)
- Ordem da Grã-Duquesa Elizabeth Feodorovna (19 de maio de 2015)
- Ordem da Santa Imperatriz Alexandra Feodorovna (1 de julho de 2015)